# Afurcagobius suppositus
Afurcagobius suppositus és una espècie de peix de la família dels gòbids i de l'ordre dels perciformes.

## Morfologia
- Els mascles poden assolir 11 cm de longitud total.[4][5]

## Depredadors
És depredat per Platycephalus speculator, Phalacrocorax melanoleucos, Phalacrocorax sulcirostris i Phalacrocorax varius.

## Hàbitat
És un peix de clima temperat i bentopelàgic.

## Distribució geogràfica
És un endemisme d'Austràlia.

## Observacions
És inofensiu per als humans.